# 蒈烷
蒈烷（英語：carane）是一种有机化合物，化学式C10H18，可见于Aucoumea klaineana、香根草等物种。它可由3-蒈烯经兰尼镍催化氢化制得。